# I Am Somebody
Pour plus de détails, voir Fiche technique et Distribution.
I Am Somebody (我是路人甲, Wǒ shì lùrén jiǎ) est un film sino-hongkongais réalisé par Derek Yee en 2015. Il s'agit d'une coproduction entre Hong Kong et la Chine.

## Synopsis
Au centre de la Chine, dans la province du Zhejiang, se trouve Hengdian, le plus grand studio de cinéma du monde. Peng, fraîchement arrivé depuis la province du Dongbei, rêve de devenir acteur. Ils sont des milliers comme lui à devenir des figurants pour le studio et plusieurs racontent leurs vies, leurs rêves et leurs désillusions.

## Fiche technique
- Titre : I Am Somebody
- Titre original : 我是路人甲, Wǒ shì lùrén jiǎ
- Réalisation : Derek Yee
- Scénario : Derek Yee
- Musique : Peter Kam
- Pays d'origine :  Chine,  Hong Kong
- Durée : 139 minutes
- Dates de sortie :

 Chine : 3 juillet 2015

## Distribution
- Wan Guopeng : Peng
- Shen Kai : Kai
- Xu Xiaoqin : Xiaoqin
- Wang Ting : Ting

## Autour du film
- Le film a fait l'ouverture du Festival International du Film de Shanghai le 12 juin 2015.
- Box-office: ¥63,2 million